# Ważenie przeciwstawnych zasad
Ważenie ("balansowanie") przeciwstawnych zasad (ang. balancing the countervailing principles) – sposób stosowania prawa, w którym bierze się pod uwagę dwie lub więcej przeciwstawnych zasad, jakie obejmują swoim zakresem zastosowania stan faktyczny, którego konsekwencje (skutki) prawne mają zostać określone.
Przez zasady rozumie się tu bardzo „pojemne” normy prawne, które są nastawione na realizację ogólnych celów („polityk”) lub na ochronę ogólnych wartości – jak np. zasada ochrony środowiska, zasada ochrony własności prywatnej, zasada swobodnego przemieszczania się, zasada wolności gospodarczej. 
W wyniku zbalansowania dwóch przeciwstawnych zasad można:
- przyznać jednej z konkurujących względem siebie zasad pierwszeństwo, realizując jedną z nich w stopniu maksymalnym, a drugą wcale,
- w jakiś sposób pogodzić konkurujące zasady, nie realizując żadnej z nich w stopniu maksymalnie możliwym[1].

Jak jakaś zasada nie ma sobie przeciwstawnej, jaka by oprócz niej mogła znaleźć zastosowanie w danym stanie faktycznym, przypisanie temu stanowi skutków prawnych odbywa się tu na podstawie samej tylko tej zasady. Zasada ta może w tym stanie zostać wówczas zastosowana zarówno w stopniu, jaki zakłada jej pełną realizację, jak i w stopniu, jaki zakłada jej jedynie częściowe zrealizowanie.
O tym której z przeciwstawnych zasad przyznać pierwszeństwo lub jak takie zasady pogodzić albo jaki ma być stopień realizacji danej zasady w konkretnym przypadku gdy brak jej przeciwstawnych zasad decydują czynniki różnego rodzaju, w tym intuicja i hierarchia celów („polityk”) i wartości, jaka występuje w danym systemie prawnym lub jest ważna absolutnie.